# クイーンメリーランド
座標: 南緯66度45分 東経96度0分 / 南緯66.750度 東経96.000度

オーストラリア南極領土内でのクイーンメリーランドの位置

クイーンメリーランド(Queen Mary Land)は、南極大陸のうち、東経91度54分のフィルヒナー岬と東経100度30分のホーダーン岬の間とその内陸のこと。オーストラリア南極領土としてオーストラリアが領有権を主張している地域に相当する。ただし、オーストラリアも批准している南極条約によって、本地の領有権主張は凍結されている。1911年から1914年にダグラス・モーソンが率いたオーストラリア南極探検において1912年1月に発見され、ジョージ5世の王妃・メアリー・オブ・テックにちなんで命名された。